# Parel van Azië

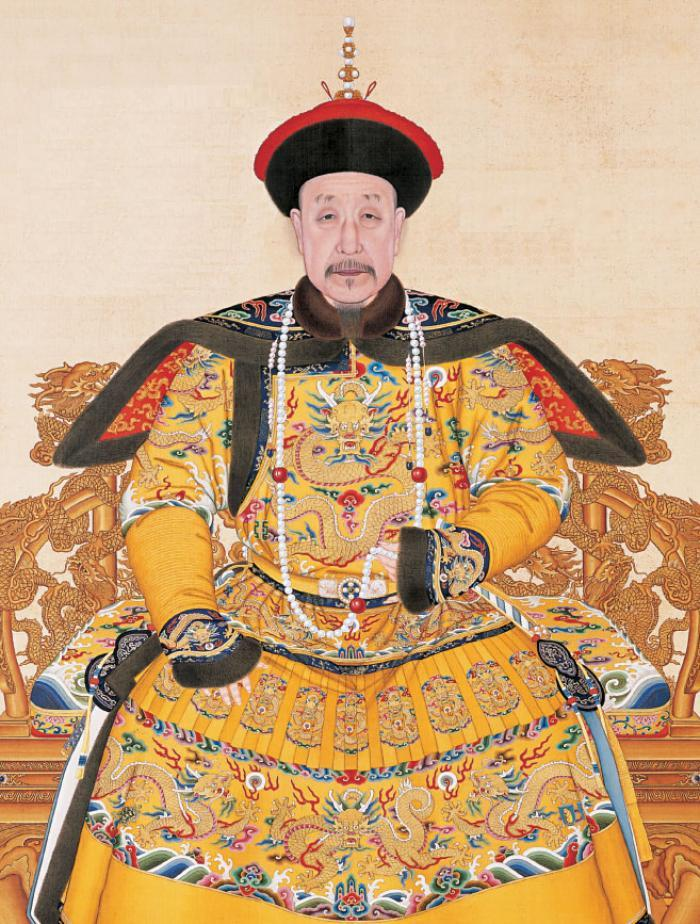
keizer Qianlong met pareltooi

De Parel van Azië (Engels: "Pearl of Asia") is een grote witte, zoutwaterparel met de glans van parelmoer. Deze eivormige barokparel werd in een oester, een Pinctada radiata, gevonden en weegt 600 karaat oftewel 2400 grein wat overeenkomt met 120 gram. De parel meet 76 x 50 x 28 millimeter.
Deze parel, wellicht de grootste natuurlijke parel ter wereld, werd in late 16e eeuw of vroege 17e eeuw in de Perzische Golf gevonden.
Als bezitters worden de Moghul keizers van India, waaronder Shah Jahan (1628-1658), Sjah Nadir Shah van Perzië en de Chinese keizer Qianlong genoemd. Deze laatste kreeg de parel als geschenk van de Perzische heerser. De parel werd in 1699 met de Chinese keizer begraven. Het was in China gebruikelijk om een grote parel in de mond van de dode te plaatsen, volgens sommige bronnen om het lichaam te bewaren voor ontbinding, volgens anderen om de dode tijdens de reis door de onderwereld (in China het "Land van de Gele Bronnen") in staat te stellen haar schuld aan de goden te voldoen. 
Op 12 juni 1928 werd de parel uit het keizerlijke graf in Yu-ling ten oosten van Peking geroofd. Ondanks alle omzwervingen is het oppervlak nog steeds intact en zo is de zilveren glans van de parel bewaard gebleven. De parel is deel van een in de 20e eeuw gesmede broche in de vorm van een fruitmand met gouden bladeren en vruchten van groene jade en roze kwarts.
Over de 20e-eeuwse of huidige eigenaren is niets bekend. De Parel van Azië werd in 2005 in het Smithsonian Institution in Washington tentoongesteld.